# Kielec właściwy
Kielec właściwy, kielec, kielczak śródziemnomorski, kielczak właściwy (Dentex dentex) – gatunek ryby z rodziny prażmowatych (Sparidae).

## Występowanie
Północny Atlantyk – od Zatoki Biskajskiej do Senegalu – oraz Morze Śródziemne. 
Żyje na głębokości od 10 do 200 m nad dnem skalistym i na łąkach trawy morskiej.

## Opis
Dorasta przeciętnie do 50 cm, maksymalnie do 100 cm długości i do ok. 14 kg masy ciała. Ciało owalne, bocznie spłaszczone o dużej masywnej głowie. Oczy małe osadzono wysoko na głowie. Łuski grzybkowate, w linii bocznej od 55–68. Uzębienie w obu szczękach, składa się od 4 do 6 dużych zębów chwytnych, za nimi liczne, podobne zęby lecz znacznie mniejsze. Płetwa grzbietowa długa, niepodzielona, podparta 11–13  twardymi promieniami i 11–12  miękkimi promieniami. Płetwa odbytowa podparta 3 twardymi i 7–9 miękkimi promieniami. Płetwa piersiowa z 1 twardym i 5 miękkimi promieniami. Płetwa ogonowa wcięta.
Ubarwienie: grzbiet niebieskawosrebrzysty, boki z 4–5 niewyraźnymi ciemniejszymi pręgami poprzecznymi i małymi niebieskimi punktami, brzuch srebrzyście mieniący się. Stare osobniki jednolicie ubarwione na kolor brudnoczerwono.

## Odżywianie
Odżywia się głowonogami i małymi rybami.

## Rozród
Tarło odbywa w okresie od marca do maja.